# Athrycia impressa
Athrycia impressa är en tvåvingeart som först beskrevs av Wulp 1869.  Athrycia impressa ingår i släktet Athrycia och familjen parasitflugor. Arten är reproducerande i Sverige. Inga underarter finns listade i Catalogue of Life.